# Asu no Yoichi!
Asu no Yoichi! (明日のよいち!, Asu no Yoichi!, lit. Yoichi do Amanhã) é uma série de mangá japonesa escrita e ilustrada por Yū Minamoto. Foi serializada na Monthly Shōnen Champion de outubro de 2006 até seu último volume lançado em 8 de março de 2011. O mangá é licenciado no Japão pela Akita Shoten. Na América do Norte pela Tokyopop como Samurai Harem: Asu no Yoichi!.
O mangá foi adaptado para uma série de anime pela AIC e foi exibida no Japão pela TBS entre 8 de janeiro e 26 de março de 2009.

## Enredo
Depois de aprender artes marciais nas montanhas há 17 anos sob os ensinamentos do seu pai, o pai de Yoichi Karasuma manda continuar seu treinamento para fortalecer seu espírito na cidade com a família Ikaruga, já que seu pai não tem mais nada para lhe ensinar. O atual chefe da escola de artes marciais da família Ikaruga é Ibuki Ikaruga que, chegando na escola, suas irmãs gradualmente aceitam Yoichi como um "parasita" em seu dojo. Além dos problemas internos, Yoichi lida com os ciúmes de Ibuki e seu suposto relacionamento com ela, em conjunto com sua vida escolar e o seu rival Washizu.

## Personagens
Yoichi Karasuma (烏丸 与一, Karasuma Yoichi)
Um estudante do segundo ano do ensino médio, que também é um jovem espadachim e se afastou de sua vida na montanha para viver na cidade com a família Ikaruga para continuar sua formação.  Ele é uma pessoa muito ativa que gosta ativamente de artes marciais com uma espada de madeira em particular, ele tem um slogan "de gozaru" após cada declaração que ele faz. Devido a sua infância nas montanhas com seu pai, ele não sabe os atuais costumes no Japão ou como agir em torno de uma garota. Ele é uma pessoa muito honrosa, quando é mostrado se dirigindo aos outros com o honorífico dono (殿, lit. senhor/mestre). No entanto, devido a desentendimentos constantes, principalmente com Ibuki, em particular, constantemente o ataca sob a suposição de que ele fez algo pervertido. Ele geralmente é visto usando um uniforme japonês de artes marciais e uma espada de madeira.  Ele é um "parasita" no Dojo Ikaruga e é um estudante. Ele frequenta a escola privada Yoku-Ryou Gakuen com Ibuki e Ayame, e está na mesma classe com Ibuki e Washizu. Recentemente, ele foi forçado a se juntar ao Clube de Teatro e foi inicialmente combinado com Ibuki para interpretar o herói principal de uma peça romântica, mas Ayame assumiu o papel de Ibuki para que ela pudesse se aproximar de Yoichi. Ele sempre tem hemorragias nasais após involuntariamente fazer ou ver algo pervertido, geralmente o último. Sua formação em esgrima deixou-o com habilidades de luta muito avançados, um dos fatores-chave para o seu movimento de ganhar experiência para acrescentar ao seu conhecimento. Ele também é alheio ao fato de que Ayame, Ibuki, e Angela estão apaixonadas por ele.

### Família Ikaruga
Ibuki Ikaruga (斑鳩 いぶき, Ikaruga Ibuki)
Ibuki é uma estudante do segundo ano do ensino médio que se torna uma chefe auto-nomeada da família Ikaruga. Ela é popular na escola, devido à sua beleza. Ela se torna uma figura materna para a família Ikaruga desde que seus pais foram para o exterior em uma idade precoce. Ela secretamente gosta de Yoichi mas é a primeira em atacá-lo sem motivo, bem como as razões circunstanciais, geralmente quando se trata de outras garotas. Ela é boa nos estudos, esportes e artes marciais. Ela é a Assistente de Instrutor do Dojo Ikaruga. Existem apenas cinco alunos em seu dojo, devido à sua natureza violenta. No entanto, ela trata as crianças de uma forma maternal. É revelado no capítulo 19.5 do mangá que a sua natureza violenta foi desenvolvida quando seus pais deixaram Ibuki para cuidar de seus irmãos em uma idade precoce. Como diz a história, depois de superar as dificuldades que seu pai deixou para ela graças a Yoichi e suas irmãs, ela percebe que está apaixonada por ele.
Ayame Ikaruga (斑鳩 あやめ, Ikaruga Ayame)
Ayame é uma caloura na escola e irmã mais nova de Ibuki. Ela é bem tímida, possui uma personalidade tsundere e é extremamente consciente de que seus seios são pequenos quando comparados com aqueles de suas irmãs. Demorou um pouco para que ela gostasse de Yoichi romanticamente e ela tenta ajudá-lo, por vezes, ao dizer que foi por nenhuma razão particular. Ela é ruim com as tarefas domésticas em geral, e não gosta de ser comparada a Ibuki, como ela é constantemente ofuscada. Ela beijou Yoichi duas vezes enquanto ele estava inconsciente durante a realização do jogo (o primeiro não intencional e o outro intencional).
Chihaya Ikaruga (斑鳩 ちはや, Ikaruga Chihaya)
Chihaya é uma terceira estudante de 15 anos de idade, do secundário e a segunda mais jovem (e mais sincera amorosamente) da família Ikaruga. Ela também é uma artista profissional de mangá que usa suas irmãs e Yoichi como base para o seu mangá, manipulando os eventos para trazer resoluções satisfatórias. Ela também parece ser a mais bem informada sobre os relacionamentos de suas irmãs, como ela flerta com Yoichi enquanto se diverte das situações envolvendo suas irmãs. Ela é a única pessoa da família Ikaruga a usar óculos. Seu design de cabelo é influenciado pelo cabelo de Naru Narusegawa de Love Hina.
Kagome Ikaruga (斑鳩 かごめ, Ikaruga Kagome)
Kagome é a caçula da família Ikaruga e uma estudante do ensino fundamental. Ela é desajeitada e não se importa para com o resto da família. Ela tem uma personalidade tímida e é muito talentosa na cozinha. Seus seios são maiores do que a da Ayame, mas ela liga os seios para escondê-los. Ela tem 10 anos no anime.

### Colegas de classe
Ryo Washizu (鷲頭 涼, Washizu Ryo)
Washizu (também conhecido como "Wa-san") é um colega de Ibuki e um delinquente famoso. No início do mangá, Washizu foi descrito como um solitário, e o único amigo que ele tinha era Torigaya. Como o mangá progrediu, Washizu começou a ser simpático para as outras pessoas ao seu redor. Washizu tem uma queda por Ibuki e Yoichi o vê como um cafetão pervertido que brinca com os sentimentos de muitas garotas, inclusive os de Ibuki. Yoichi o despreza por causa de sua incompreensão da relação entre ele e Ibuki. No entanto, ele ocasionalmente se une com Yoichi para lutar contra um inimigo comum. Em vez de se confessar a Ibuki, ele acidentalmente se confessa a irmã de Ibuki, Ayame, e eles começam a agir como um alívio cômico do mangá. Eles costumam pensar juntos sobre como eles poderiam chegar perto de seus respectivos interesses amorosos (Ibuki para Washizu, Yoichi para Ayame).
Keita Torigaya (鳥谷 恵太, Torigaya Keita)
Torigaya é apenas um amigo de Washizu, até Washizu começar a se interagir com outras pessoas. Ele geralmente age convencido e arrogante quando está com Washizu e gosta muito de crianças. Tanto no anime e mangá, ele começou a agir como um homem, mas capítulo após capítulo, ele aparentemente diminui sua energia e mostra traços mais femininos. No anime, seu sexo real é subitamente revelado no último capítulo, enquanto que no mangá a mudança é muito mais gradual, tendo a primeira pista para seu gênero real quando ele se veste como empregada doméstica no capítulo 37. Essa mudança parece ser notada apenas por Washizu.

### Clã Saginomiya
Ukyou Saginomiya (鷺ノ宮 右京, Saginomiya Ukyou)
Ukyo é o chefe do clã Saginomiya e o chefe do Templo da Garça, Azure Sky School. Ele tem uma queda por Ibuki e constantemente tenta matar Yoichi e eventualmente sequestra com força Ibuki. Ele é seguido e ajudado por sua irmã mais nova, Sakon.
Sakon Saginomiya
Ela segue fielmente seu irmão mais velho ao redor, e é muito hábil na arte do disfarce e "suas habilidades com ervas são de primeira qualidade". Ela foi capaz de se disfarçar como uma velhinha e Ayame, apesar de seus "seios serem grandes demais" para fazer o último disfarce eficaz.

### Outros
Pai de Yoichi
É o atual chefe da Karasuma Ukiha Kamikaze Style. Ele foi o único que enviou Yoichi ao Dojo Ikaruga alegando que um Samurai precisa ser forte no coração (o que na realidade, Yoichi já é).
Sr. e Sra. Ikaruga
São os pais de Ibuki, Ayame, Chihaya e Kagome. Eles deixaram a família para o treinamento de artes marciais, mas na realidade o real motivo é que seu pai recebeu uma maldição colocada sobre ele para matar seus próprios filhos para que eles deixassem de encontrar uma maneira de remover a maldição.

## Mídia

### Mangá
Escrito e ilustrado por Yū Minamoto, Asu no Yoichi! tem sido serializado na Monthly Shonen Champion desde que estreou na edição de outubro de 2006. Os capítulos individuais são recolhidos e publicados em volumes tankobon por Akita Shoten, com o primeiro volume publicado em 06 de outubro de 2006. Em março de 2010, 12 volumes foram lançados no Japão (último volume foi lançado em 08 de março de 2011). O mangá é licenciado em Taiwan pela Sharp Point Press. O mangá é licenciado na América do Norte pela Tokyopop como Samurai Harem: Asu no Yoichi!.

### Anime
Uma adaptação do anime começou a ser produzido em 6 de agosto de 2008. Dirigido por Rion Kujo, o primeiro episódio estreou na TBS em 8 de janeiro de 2009. O primeiro episódio foi transmitido na Sun Television em 25 de janeiro de 2009. Também foi transmitido pela Chubu-Nippon Broadcasting e BS-i em 29 de janeiro de 2009.  Em 26 de fevereiro de 2010, Section23 Films anunciou que a Sentai Filmworks tinha pego Asu no Yoichi! e a série foi mais tarde lançada em DVD, em 11 de maio de 2010 no Japão.
A série utiliza duas peças de música-tema. "Egao no Riyuu" (笑顔の理由) por Meg Rock que foi utilizado para a abertura, enquanto "Life and proud" por Aki Misato foi utilizado para o encerramento do anime.